# میلان یلیچ
میلان یلیچ (سیریلیک صربی: Милан Јелић؛ ۲۶ مارس ۱۹۵۶ – ۳۰ سپتامبر ۲۰۰۷) یک سیاست‌مدار اهل بوسنی و هرزگوین بود.